# Westminster
Pour les articles homonymes, voir Westminster (homonymie).
Westminster est un quartier du centre de Londres, capitale du Royaume-Uni, situé dans la partie historique de la Cité de Westminster.

## Situation et accès
Trois stations de métro desservent le quartier :
- Westminster, lignes  Circle  District  Jubilee ;
- St. James's Park, lignes  Circle  District ;
- Victoria, lignes  Circle  District  Victoria.

## Origine du nom
Le nom de Westminster (« monastère de l'ouest ») s'explique par le fait que l'église collégiale Saint-Pierre, qui fut fondée au Xe siècle par saint Dunstan et qui y installa une communauté de moines bénédictins avec l'appui du roi Edgar le Pacifique, était située à l'ouest de la City.

## Histoire

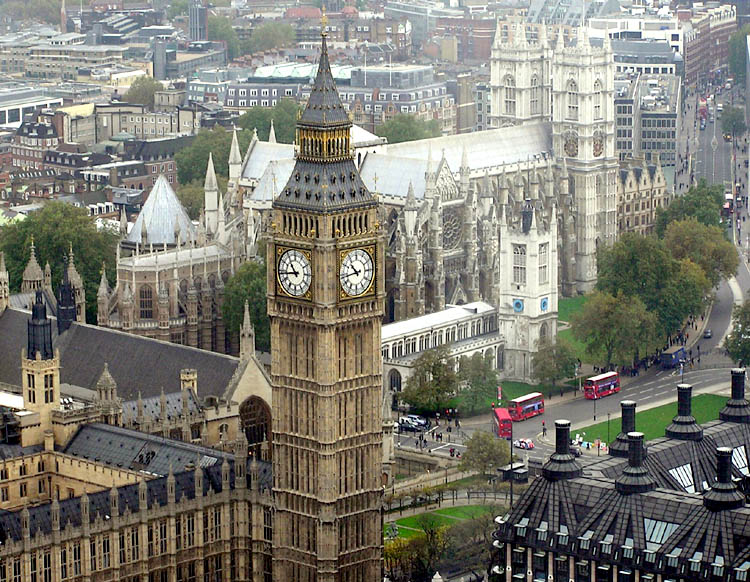
L'église Sainte-Marguerite de Westminster, derrière le Parlement britannique.

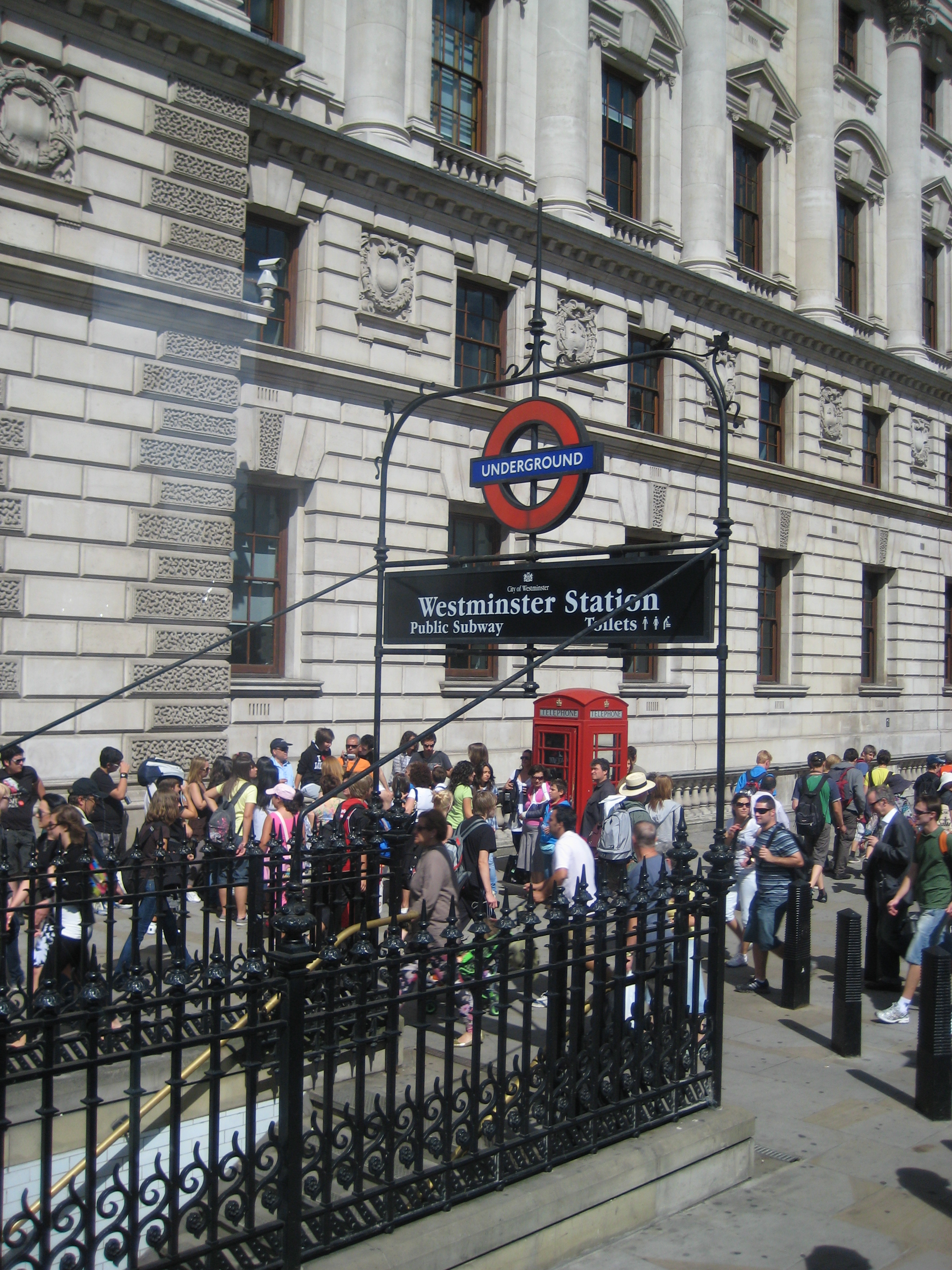
Station Westminster du métro de Londres.

Le site est connu depuis la période anglo-saxonne sous le nom d'île de Thorn (Thorn Ey devenue Thorney Island).
Au milieu du XIe siècle, le roi Édouard le Confesseur fait construire son palais sur les rives de la Tamise à proximité du monastère, qu'il décide également de construire avec des dimensions plus grandes et qu'il dédie à saint Pierre. L'abbaye de Westminster devient à partir de ce moment, l'endroit traditionnel de couronnement et d'enterrement pour les monarques britanniques.
Dès lors, et jusqu'à nos jours, Westminster accueille l'essentiel du pouvoir au Royaume-Uni, allant en devenir le synonyme.
Ainsi, le Parlement britannique siège au palais de Westminster dont le système parlementaire spécifique (nommé système de Westminster), tel qu'il a évolué au Royaume-Uni, est utilisé dans d'autres nations, en particulier celles constituant l'empire britannique, devenu de nos jours le Commonwealth.
Après l'incendie de 1529 qui détruit le palais de Westminster, Henri VIII s'installe à proximité, au palais de Whitehall. Les souverains britanniques y résident jusqu'en 1698, date à laquelle un incendie le détruit également, avant de s'installer au palais de Buckingham, toujours à la limite de Westminster.
Le titre de duc de Westminster est créé en 1874 par la reine Victoria.

## Bâtiments remarquables et lieux de mémoire
La plupart des ministères se trouvent à Westminster ou dans son environnement immédiat : à Whitehall notamment et dans les rues adjacentes (la résidence du Premier ministre est à Downing Street).
La Cour royale de justice s'y trouve également à sa limite.
La Westminster School, une école ayant une longue histoire, ainsi que l'université de Westminster font également la réputation du quartier, qui abrite aussi la cathédrale de Westminster, église mère de la communauté catholique romaine d'Angleterre et du Pays de Galles.
En 2015, selon un rapport publié par Transparency International, il apparaît que 9,2 % des propriétés de Westminster appartiennent à des societés offshore, ce qui alimente les soupçons de blanchiment car l’identité de leur réel propriétaire reste masquée.

## Personnalités liées à Westminster
Les personnalités suivantes sont nées à Westminster :
- Josiah Ritchie, champion olympique de tennis en 1908 ;
- Daisy Ridley, actrice ;
- Alfred Enoch, acteur ;
- Elyes Gabel, acteur ;
- Tom Hiddleston, acteur ;
- Christopher Nolan, réalisateur ;
- Emily Ratajkowski, mannequin ;
- Rachel Weisz, actrice ;
- Eddie Redmayne, acteur ;
- Alan Leo, astrologue et théosophe.
- Dua Lipa, chanteuse.

Les personnalités suivantes sont décédées à Westminster :
- Israel Citkowitz